# Idhadj
Idhadj o Malamir és una ciutat de l'Iran, a la riba de l'afluent del Dudjayl o Karun al Luristan del sud.

## Història
Per les troballes a la seva comarca es pensa que fou una important vila elamita; les restes corresponen al segon mil·lenni aC. Sota els sassànides formà part del dominis de l'ispahbadh de Fars. La ciutat va tenir un temple del foc fins al temps d'Harun ar-Raixid, vers el 800. La zona fou dominada pels àrabs musulmans el 638, que van fer un pacte amb el senyor local Tirawayh que va restar al poder; però el 642 la ciutat va haver de ser reconquerida després de la batalla de Nihawand; el 646/647 la població local i els kurds es van tornar a revoltar i foren reprimits pel governador de Bàssora Abu-Mussa al-Aixarí.
Durant el califat de l'omeia Abd-al-Màlik ibn Marwan (685–705) es va produir una revolta local a la ciutat dirigida per Kurrazhadh ibn Bas; poc abans del 750 Idhadj estava governada per Abu Djafar (després califa al-Mansur 754-775) en nom del pretendent alida Abd Allah ibn Muawiya, i hi va néixer el futur califa al-Mahdí. Formà part de la província d'Ahwaz o Khuzistan sota els abbàssides i era capital d'un districte o kura. El 883 el governador provincial Ahmad ibn Dinar hi va reclutar un contingent per combatre els zandj en el final de la seva revolta. El 907/908 s'hi van produir lluites en el marc de la revolta del governador de Fars i Kirman Abd Allah ibn Ibrahim al-Mismai contra el califa i un famós pont sassànida a la vora de la ciutat en el camí a Esfahan fou destruït per evitar l'avanç del general califal Badr al-Hammami. Sota els buwàyhides s'hi va encunyar moneda.
La seva major importància la va adquirir sota la dinastia d'atabegs de Luristan o Lur-i Buzurg (Gran Lur o Luristan), els hazaràspides (1155-1423) que la van tenir com a capital d'hivern junt amb la veïna vila de Susan mentre la residència d'estiu era més al nord a la riba del Zanda Rud i a les fonts del Karun. Fou llavors quan es va començar a designar a la vila com Malamir derivat de Mal-Amir o Mal-i Amir (propietat de l'emir). Ibn Battuta la va visitar dues vegades el 1327 i el 1347. La dinastia fou enderrocada pel timúrida Ibrahim ibn Shahrukh el 1423 i la regió va quedar en mans de caps tribals bakhtiyars; la vila va quedar deserta i va desaparèixer.